# Zeiraphera isertana
Espèce
Zeiraphera isertana est une espèce d'insectes lépidoptères (papillons) de la famille des Tortricidae.